# Trzy Lipy (Gdańsk)

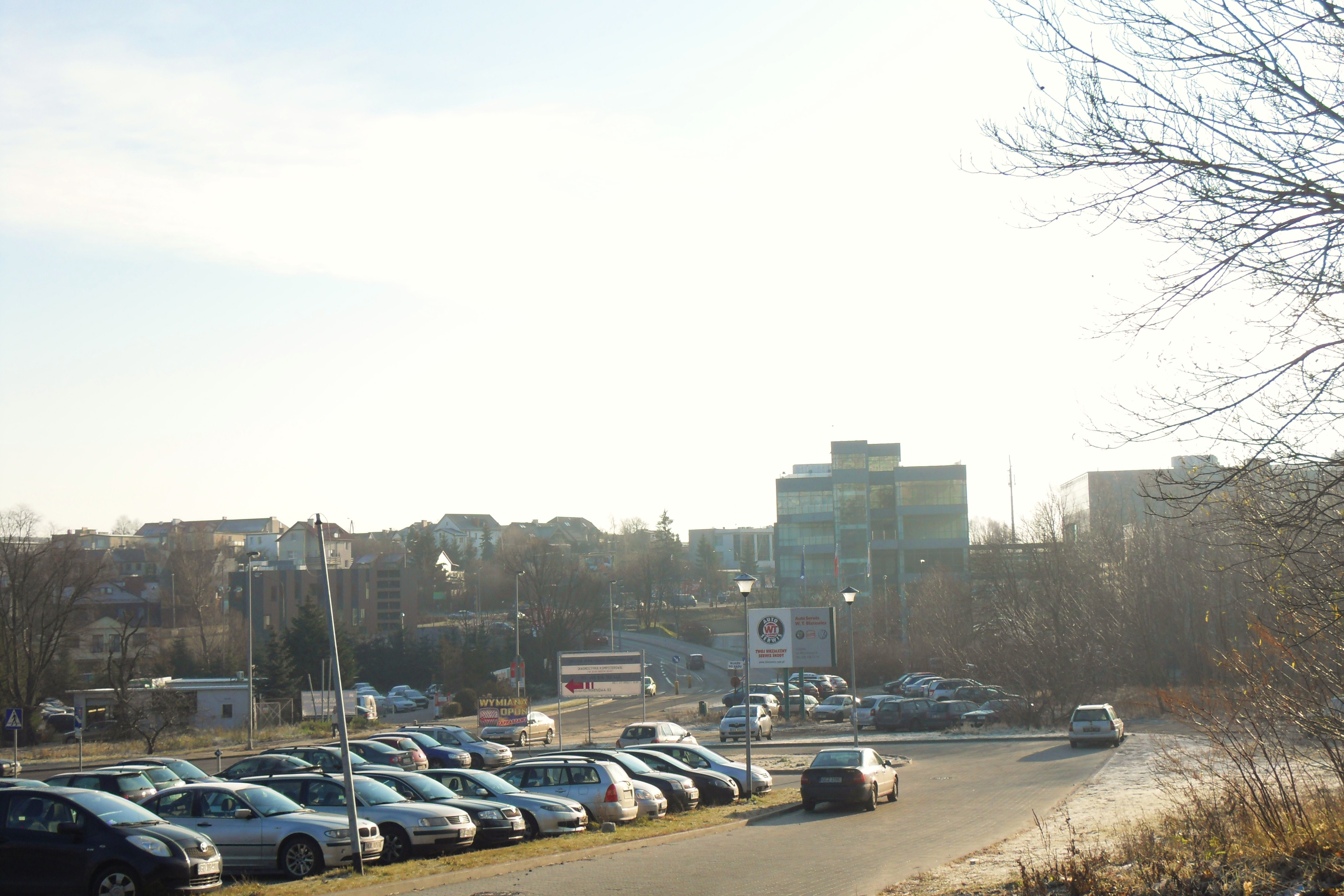
Trzy Lipy

Trzy Lipy (niem. Dreilinden, kaszub. Trzë Lëpë) – osiedle w Gdańsku, w dzielnicy Piecki-Migowo.
Trzy Lipy są częścią jednostki morfogenetycznej Emaus, która została przyłączona w granice administracyjne miasta w 1933. Osiedle należy do okręgu historycznego Gdańsk.

## Położenie
Trzy Lipy obejmują rejon ulicy o tej samej nazwie łączącej Migówko oraz Piecki z Suchaninem. Dużą część Trzech Lip zajmuje Centrum Handlowe Morena.